# Teledysk

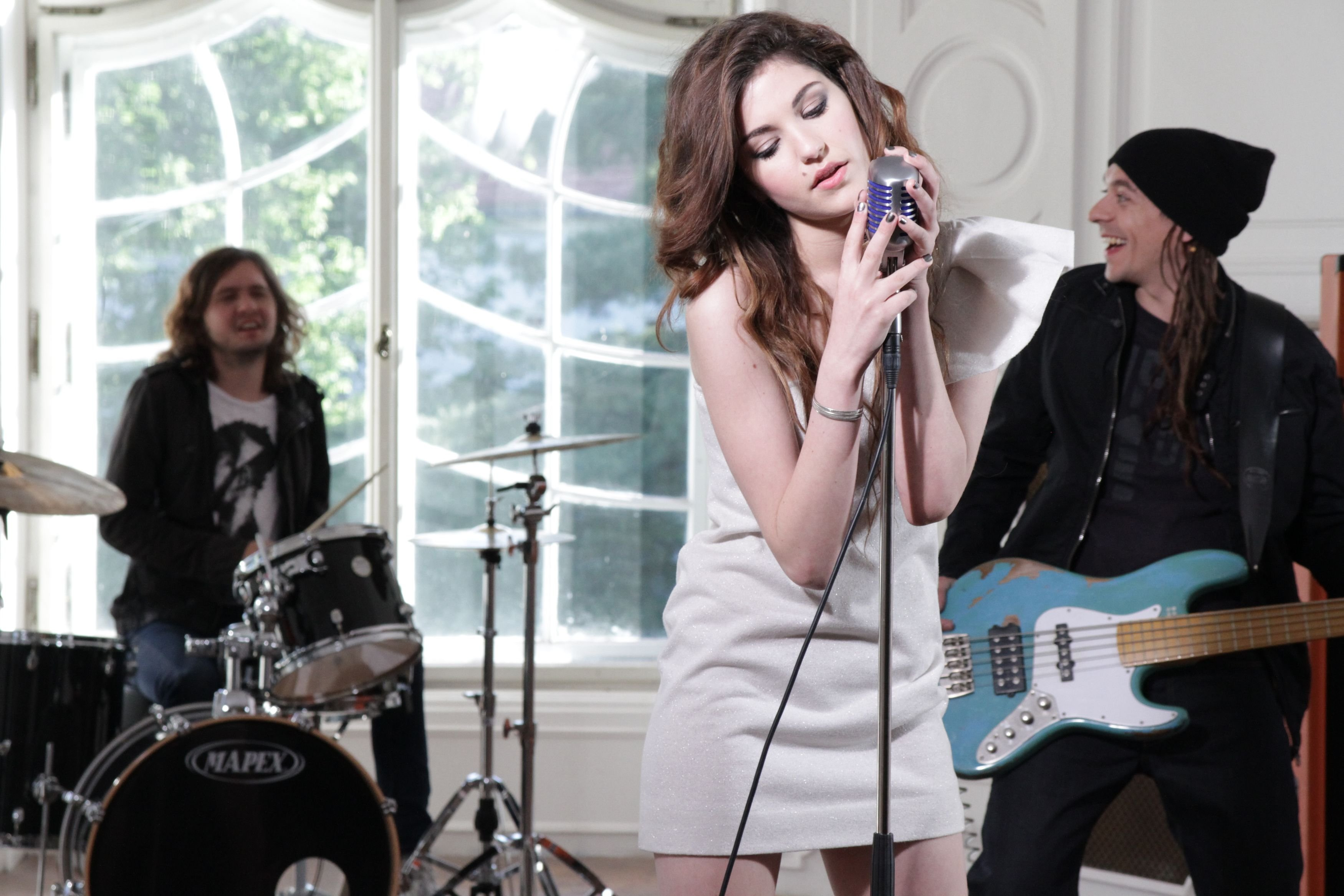
Zdjęcie wykonane podczas kręcenia teledysku do piosenki Run Run Run Celeste Buckingham

Teledysk (również wideoklip) – forma sztuki filmowej w połączeniu z utworem muzycznym, inspirowana filmem reklamowym. Z reguły fabuła teledysku nawiązuje do tematu utworu. Rozpowszechniony od początku lat 80., m.in. za sprawą amerykańskiej telewizji muzycznej MTV.
Początkowo charakterystyczną cechą teledysków był swoisty montaż scen: żywiołowy ruch w kadrze pokazywano w szybko zmieniających się krótkich ujęciach. Obecnie najczęściej sposób prezentacji dobierany jest do nastroju wykonywanego utworu muzycznego.
Teledysk w znaczeniu dzisiejszym powstał w 1975 r., kiedy to brytyjska grupa Queen nakręciła teledysk promujący utwór „Bohemian Rhapsody”. Zdjęcia trwały cztery godziny, a produkcja, dzięki wykorzystaniu wozu transmisyjnego menadżera, kosztowała 4500 funtów. Wszystkie efekty specjalne (m.in. efekt wielokrotnego cienia, będący wówczas szczytem techniki) zrobiono podczas nagrania.
Już wcześniej zespół The Beatles nakręcił wiele filmików muzycznych, m.in. do piosenek: „Day Tripper”, „All You Need is Love”, „Hey Jude”, „Something”. Także w Polsce, jeszcze we wczesnych latach 60. XX w., nagrywane były krótkie, dwu-, trzyminutowe filmy muzyczne z udziałem grup muzycznych lub pojedynczych piosenkarzy; emitowano je w telewizji jako przerywniki pomiędzy programami.
Za rewolucyjny uznaje się klip nagrany do piosenki „Thriller” Michaela Jacksona, stanowiący czternastominutową etiudę filmową, w której piosenka wpleciona jest w fabułę utrzymaną w konwencji horroru. Jest pierwszym teledyskiem, do którego realizacji zatrudniono twórcę filmów fabularnych (Johna Landisa, twórcę m.in. Blues Brothers), jak również pierwszym – i jak dotąd jedynym – wideoklipem wpisanym przez Bibliotekę Kongresu na listę filmów stanowiących dziedzictwo kulturowe USA. Najdroższy teledysk w historii to „Scream” Michaela Jacksona z 1995 roku, kosztujący – po uwzględnieniu inflacji – ponad 10,5 mln dolarów amerykańskich.